# Věta o homomorfismu
Věta o homomorfismu, někdy také nazývaná první věta o izomorfismu, je v teorii grup a v abstraktní algebře věta, která ukazuje souvislost struktury dvou objektů, mezi kterými existuje homomorfismus, a jádrem a obrazem homomorfismu.
Věta o homomorfismu se používá pro matematický důkaz vět o izomorfismu.

## Verze pro grupy

Znázornění věty o homomorfismu, kde f je homomorfismus, N je normální podgrupa grupy G a e je neutrální prvek grupy G.

Jsou dány dvě grupy G a H a grupový homomorfismus f : G → H. Nechť N je normální podgrupa v G a φ přirozený surjektivní homomorfismus G → G / N (kde G / N je faktorová grupa grupy G podle N). Pokud N je podmnožina jádra ker(f), pak existuje jediný homomorfismus h : G / N → H takový, že f = h ∘ φ.
Jinými slovy přirozená projekce φ je univerzální mezi homomorfismy na G, které zobrazují N na neutrální prvek.
Situace je popsaná následujícím komutativním diagramem:
h je injektivní právě tehdy, když N = ker(f). Pokud tedy položíme N = ker(f), okamžitě dostáváme první větu o izomorfismu.
Větu o homomorfismu grup lze stručně formulovat takto: „Každý homomorfní obraz grupy je izomorfní s faktorovou grupou“.

## Důkaz
Důkaz vyplývá ze dvou základních faktů o homomorfismech, jmenovitě o zachování grupové operace, a zobrazení neutrálního prvku na neutrální prvek. Potřebujeme ukázat, že pokud {\displaystyle \phi :G\to H} je homomorfismus grup, pak:
1. {\displaystyle {\text{im}}(\phi )} je podgrupa grupy {\displaystyle H}.
2. {\displaystyle G/\ker(\phi )} je izomorfní s {\displaystyle {\text{im}}(\phi )}.

### Důkaz bodu 1
Operace, kterou {\displaystyle \phi } zachovává, je grupová operace. Pokud {\displaystyle a,b\in {\text{im}}(\phi )}, pak existují prvky {\displaystyle a',b'\in G} takové, že {\displaystyle \phi (a')=a} a {\displaystyle \phi (b')=b}. Pro tyto {\displaystyle a} a {\displaystyle b}, máme {\displaystyle ab=\phi (a')\phi (b')=\phi (a'b')\in {\text{im}}(\phi )} (protože {\displaystyle \phi } zachovává grupové operace), a tedy, uzávěrová vlastnost je splněna v {\displaystyle {\text{im}}(\phi )}. Neutrální prvek {\displaystyle e\in H} je také v {\displaystyle {\text{im}}(\phi )}, protože {\displaystyle \phi } převádí neutrální prvek grupy {\displaystyle G} to to. Protože ke každému prvku {\displaystyle a'} v {\displaystyle G} má inverzní {\displaystyle (a')^{-1}} takový, že {\displaystyle \phi ((a')^{-1})=(\phi (a'))^{-1}} (protože {\displaystyle \phi } zachovává inverzní vlastnost také), máme inverzní pro každý prvek {\displaystyle \phi (a')=a} v {\displaystyle {\text{im}}(\phi )}, proto, {\displaystyle {\text{im}}(\phi )} je podgrupa grupy {\displaystyle H}.

### Důkaz bodu 2
Zkonstruujeme zobrazení {\displaystyle \psi :G/\ker(\phi )\to {\text{im}}(\phi )} by {\displaystyle \psi (a\ker(\phi ))=\phi (a)}. Toto zobrazení je definované korektně, protože pokud {\displaystyle a\ker(\phi )=b\ker(\phi )}, pak {\displaystyle b^{-1}a\in \ker(\phi )} a tedy {\displaystyle \phi (b^{-1}a)=e\Rightarrow \phi (b^{-1})\phi (a)=e} což dává {\displaystyle \phi (a)=\phi (b)}. Toto zobrazení je izomorfismus. Z definice je vidět, že {\displaystyle \psi } je surjektivní na {\displaystyle {\text{im}}(\phi )}. Pro důkaz injektivity je třeba si uvědomit, že pokud {\displaystyle \psi (a\ker(\phi ))=\psi (b\ker(\phi ))}, pak {\displaystyle \phi (a)=\phi (b)}, což implikuje {\displaystyle b^{-1}a\in \ker(\phi ),} takže {\displaystyle a\ker(\phi )=b\ker(\phi )}.
Nakonec
{\displaystyle \psi ((a\ker(\phi ))(b\ker(\phi )))=\psi (ab\ker(\phi ))=\phi (ab)=\phi (a)\phi (b)=\psi (a\ker(\phi ))\psi (b\ker(\phi )),}
tedy {\displaystyle \psi } zachovává grupové operace. Tedy {\displaystyle \psi } je izomorfismus mezi {\displaystyle G/\ker(\phi )} a {\displaystyle {\text{im}}(\phi )}, což uzavírá důkaz.

## Aplikace
Grupově-teoretickou verzi věty o homomorfismu lze použít pro důkaz, že určité dvě grupy jsou izomorfní. Dva příklady jsou uvedené níže.

### Celá čísla modulon
Pro každý {\displaystyle n\in \mathbb {N} }, uvažujme grupy {\displaystyle \mathbb {Z} } a {\displaystyle \mathbb {Z} _{n}} a grupový homomorfismus {\displaystyle f:\mathbb {Z} \rightarrow \mathbb {Z} _{n}} definovaný vztahem {\displaystyle m\mapsto m{\text{ mod }}n} (viz Modulární aritmetika). Dále uvažujme jádro homomorfismu {\displaystyle f}, {\displaystyle {\text{ker}}(f)=n\mathbb {Z} }, které je normální podgrupou v {\displaystyle \mathbb {Z} }. Existuje přirozený surjektivní homomorfismus {\displaystyle \varphi :\mathbb {Z} \rightarrow \mathbb {Z} /n\mathbb {Z} } definovaný vztahem {\displaystyle m\mapsto m+n\mathbb {Z} }. Věta tvrdí, že existuje izomorfismus {\displaystyle h} mezi {\displaystyle \mathbb {Z} _{n}} a {\displaystyle \mathbb {Z} /n\mathbb {Z} } nebo jinými slovy {\displaystyle \mathbb {Z} _{n}\cong \mathbb {Z} /n\mathbb {Z} }. Situace je znázorněna následujícím komutativním diagramem:

### N/Cvěta
Nechť {\displaystyle G} je grupa s podgrupou {\displaystyle H}. Nechť {\displaystyle C_{G}(H)}, {\displaystyle N_{G}(H)} a {\displaystyle {\text{Aut}}(H)} je po řadě centralizátor, normalizátor a grupa automorfismů grupy {\displaystyle H} v {\displaystyle G}. Potom věta N/C říká, že {\displaystyle N_{G}(H)/C_{G}(H)} je izomorfní s podgrupou {\displaystyle {\text{Aut}}(H)}.

#### Důkaz
Jsme schopni najít grupový homomorfismus {\displaystyle f:N_{G}(H)\rightarrow {\text{Aut}}(H)} definovaný vztahem {\displaystyle g\mapsto ghg^{-1}}, pro všechna {\displaystyle h\in H}. Jádro homomorfismu {\displaystyle f} je zřejmě {\displaystyle C_{G}(H)}. Máme tedy přirozený surjektivní homomorfismus {\displaystyle \varphi :N_{G}(H)\rightarrow N_{G}(H)/C_{G}(H)} definovaný vztahem {\displaystyle g\mapsto gC(H)}. Věta o homomorfismu pak tvrdí, že existuje izomorfismus mezi {\displaystyle N_{G}(H)/C_{G}(H)} a {\displaystyle \varphi (N_{G}(H))}, který je podgrupou grupy {\displaystyle {\text{Aut}}(H)}.

## Jiné verze
Podobné věty platí pro monoidy, vektorové prostory, moduly a okruhy.